# Wasserstraßen- und Schifffahrtsamt Magdeburg

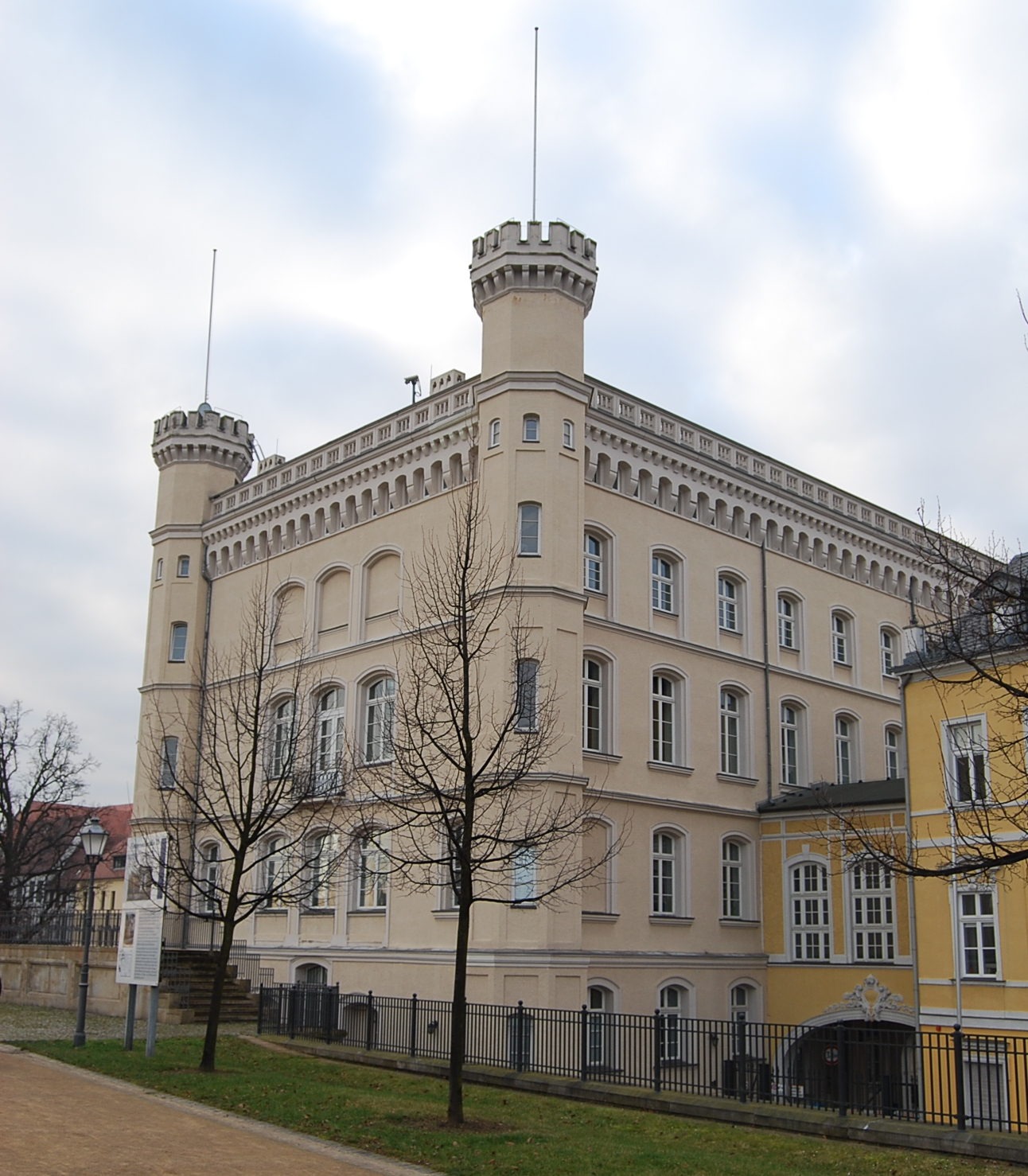
Wasserstraßen- und Schifffahrtsamt

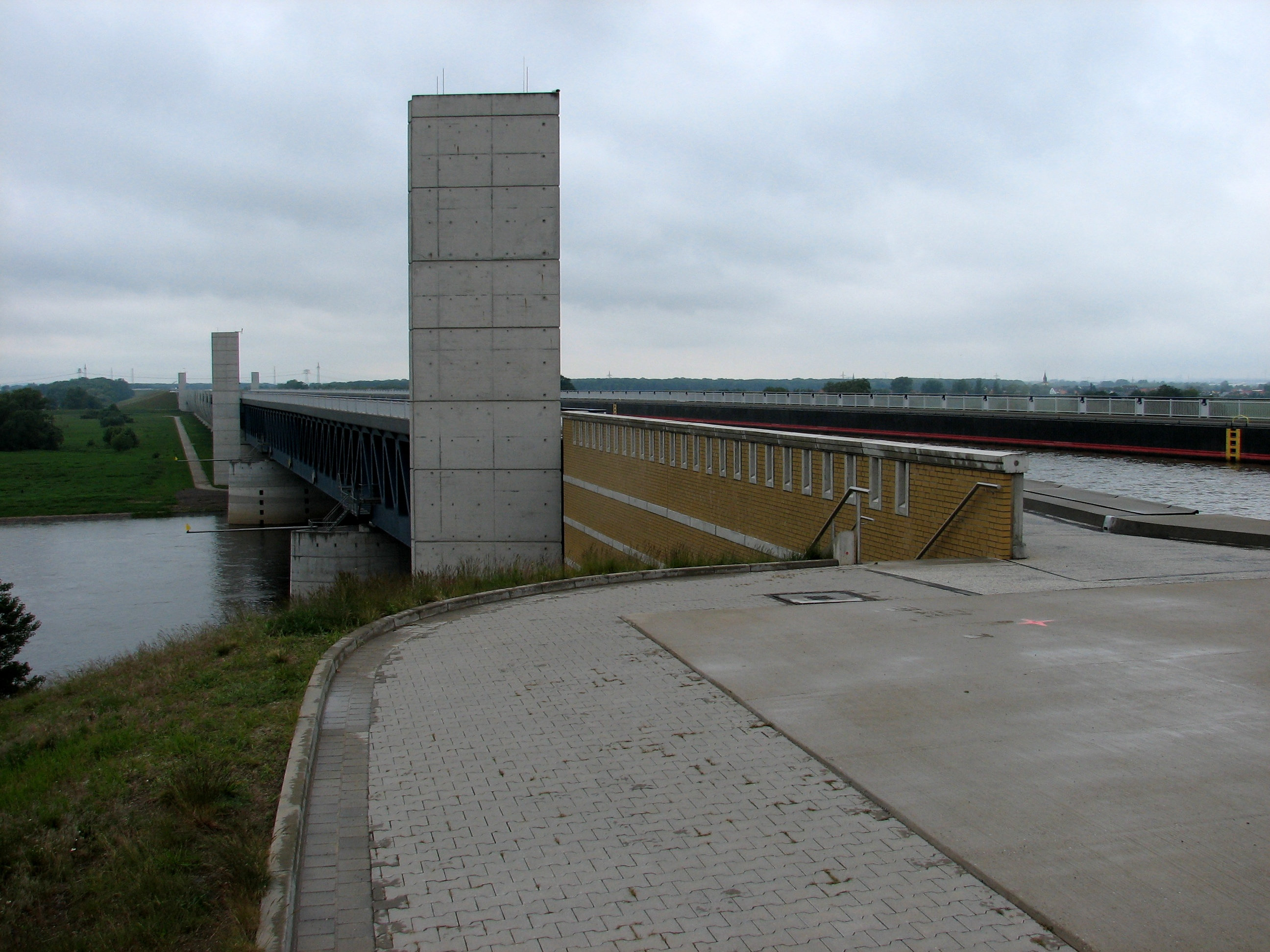
Wasserstraßenkreuz Magdeburg-Rothensee

Das Wasserstraßen- und Schifffahrtsamt Magdeburg (WSA Magdeburg) war ein Wasserstraßen- und Schifffahrtsamt in Deutschland. Es gehörte zum Dienstbereich der Generaldirektion Wasserstraßen und Schifffahrt, vormals Wasser- und Schifffahrtsdirektion Ost. Der Hauptsitz war in der Magdeburger Fürstenwallstraße.
Durch die Zusammenlegung der Wasserstraßen- und Schifffahrtsämter Dresden, Lauenburg und Magdeburg ging es am 11. März 2021 im neuen Wasserstraßen- und Schifffahrtsamt Elbe auf.

## Zuständigkeit
Das Wasserstraßen- und Schifffahrtsamt Magdeburg war zuständig für die Bundeswasserstraße Elbe von der Mündung der Saale in die Elbe (Grenze zum Amtsbezirk des ehemaligen Wasserstraßen- und Schifffahrtsamtes Dresden) bis Dömitz (Grenze zum Amtsbezirk des ehemaligen Wasserstraßen- und Schifffahrtsamtes Lauenburg), das Wasserstraßenkreuz Magdeburg-Rothensee, den Niegripper Verbindungskanal und den Elbe-Havel-Kanal (bis km 326,67, Grenze zum Amtsbezirk des ehemaligen Wasserstraßen- und Schifffahrtsamtes Brandenburg) sowie die Saale bis km 124,16 (Ende der Bundeswasserstraße Saale, etwas oberhalb von Merseburg).

## Aufgaben
Zu den Aufgaben des Wasserstraßen- und Schifffahrtsamtes Magdeburg gehörten:
- Unterhaltung der Bundeswasserstraßen im Amtsbereich
- Betrieb und Unterhaltung baulicher Anlagen wie z. B. Wehre, Schleusen und Brücken
- Betrieb und Unterhaltung des Wasserstraßenkreuzes Magdeburg-Rothensee
- Aus- und Neubau
- Unterhaltung und Betrieb der Schifffahrtszeichen
- Messung von Wasserständen
- Übernahme strom- und schifffahrtspolizeilicher Aufgaben.
- Betrieb der Revierzentrale Magdeburg

## Außenbezirke
Zum Wasserstraßen- und Schifffahrtsamt Magdeburg gehörten Außenbezirke in Merseburg, Bernburg, Niegripp, Tangermünde und Wittenberge sowie der Bauhof Hohenwarthe.

## Kleinfahrzeugkennzeichen
Den Kleinfahrzeugen im Bereich des Wasserstraßen- und Schifffahrtsamtes Magdeburg wurden Kleinfahrzeugkennzeichen mit der Kennung MD zugewiesen.